# Atwood (Illinois)
Atwood – wieś w Stanach Zjednoczonych, w stanie Illinois, w hrabstwie Douglas.